# Luis Fernández Pombo
Luis Fernández Pombo (La Corunya, 1927) és un activista cultural gallec establert a Mallorca. President d'honor del Centro Gallego de Mallorca, del qual és fundador i impulsor. Va dirigir el centre com a president des del 1987 fins al 2003, apropant els costums i les tradicions del poble gallec i del poble mallorquí.
Ha format part de la Comissió Delegada dels Centres de la Xunta de Galícia. És membre de l'Ordre de Vieira i ha estat fundador de la Federació de Cases i Centres Regionals a les Illes Balears. Ha escrit el pròleg del llibre sobre els talaiots i ha col·laborat en la revista Adiala per donar a conèixer la tasca realitzada des del centre. Com a portaveu del Centro Gallego de Mallorca ha fet compatible la total integració dels gallecs en el si de la societat balear, tot mantenint-ne les seves arrels. Actualment continua participant en el Centro Gallego de Mallorca i en els preparatius del I Congrés de Cases i Centres Regionals a les Illes Balears celebrat l'abril de 2007. El 2007 va rebre el Premi Ramon Llull.